# Comic Kairakuten
Comic Kairakuten (jap. COMIC快楽天) ist ein japanisches Hentai-Manga-Magazin, das sich an ein junges, männliches Publikum richtet und daher zur Seinen-Kategorie gezählt wird. Es beinhaltet fast ausschließlich sexuell explizite Inhalte und gehört damit zu den freizügigsten Magazinen für diese Zielgruppe. Es erscheint seit 1995 bei Wanimagazine, im Jahr 2009 verkauften sich die Exemplare 350.000 Mal.
Derselbe Verlag bringt auch die Schwestermagazine Comic Kairakuten Beast, Comic Kairakuten XTC (sprich ectasy), Comic Shitsurakuten, Comic Hanaman und Comic X-Eros  heraus. Von 1997 bis 2000 erschien zudem noch das Magazin Kairakuten Hoshigumi (快楽天・星組).

## Künstler (Auswahl)
- Keito Koume
- Linda
- Range Murata
- Hanaharu Naruco
- Jōgi Tsukino

## Nachwuchspreis
Das Magazin auch den Kairakuten Shinjin Mangaō-shō (快楽天新人漫画王賞) an Nachwuchskünstler in mehreren Abstufungen: den mit 500.000 Yen dotierten Ōsama-shō (王様賞, „Königspreis“), den mit 300.000 Yen dotierten Ōjisama-shō (王子様賞, „Prinzenpreis“), den mit 100.000 Yen dotierten Ohimesama-shō (お姫様賞, „Prinzessinnenpreis“) und den mit 50.000 Yen dotierten Shōreishō (奨励賞, „Förderpreis“). Prinzipiell wird dieser halbjährlich verliehen, wobei nicht bei jeder Ausgabe alle Abstufungen berücksichtigt werden – der Ōsama-shō wurde beispielsweise noch nie verliehen –, und einige Male auch kein Künstler ausgezeichnet wurde.
Empfänger waren u. a. Okama (1997), Jōgi Tsukino (1998), Keito Koume (2000), Hanaharu Naruco (2002) und Tosh (2007).
2014 wurde der Preis durch den Ero Manga Grand Prix ersetzt, der von Kairakuten, Kairakuten XTC, Shitsurakuten, Comic X-Eros und Kairakuten Beast verliehen wird, in den Abstufungen Grand Prix (グランプリ, „großer Preis“) mit 1.000.000 Yen, Jun Grand Prix (準グランプリ, „halbgroßer Preis“) mit 700.000 Yen, Nyūsen (入選, „Sieger; Auswahl“) mit 500.000 Yen, Junnyūsen (準入選, „Halbsieger“) mit 300.000 Yen, Kasaku (佳作, „Belobigung“) mit 100.000 Yen und Shōreishō mit 50.000 Yen.